# Episodi di Johnny Staccato
La prima e unica stagione della serie televisiva Johnny Staccato è andata in onda negli Stati Uniti dal 10 settembre 1959 al 24 marzo 1960 sulla NBC.
| nº | Titolo originale        | Prima TV USA      | Titolo italiano | Prima TV Italia |
| -- | ----------------------- | ----------------- | --------------- | --------------- |
| 1  | The Naked Truth         | 10 settembre 1959 |                 |                 |
| 2  | Murder for Credit       | 17 settembre 1959 |                 |                 |
| 3  | Parents                 | 24 settembre 1959 |                 |                 |
| 4  | Shop of the Four Winds  | 8 ottobre 1959    |                 |                 |
| 5  | The Nature of the Night | 15 ottobre 1959   |                 |                 |
| 6  | Viva, Paco!             | 22 ottobre 1959   |                 |                 |
| 7  | Evil                    | 29 ottobre 1959   |                 |                 |
| 8  | Murder in Hi-fi         | 5 novembre 1959   |                 |                 |
| 9  | Fly, Baby, Fly          | 12 novembre 1959  |                 |                 |
| 10 | Tempted                 | 19 novembre 1959  |                 |                 |
| 11 | The Poet's Touch        | 26 novembre 1959  |                 |                 |
| 12 | A Piece of Paradise     | 10 dicembre 1959  |                 |                 |
| 13 | The Return              | 17 dicembre 1959  |                 |                 |
| 14 | The Unwise Men          | 24 dicembre 1959  |                 |                 |
| 15 | Collector's Item        | 31 dicembre 1959  |                 |                 |
| 16 | Man in the Pit          | 7 gennaio 1960    |                 |                 |
| 17 | The Only Witness        | 14 gennaio 1960   |                 |                 |
| 18 | Night of Jeopardy       | 21 gennaio 1960   |                 |                 |
| 19 | Double Feature          | 28 gennaio 1960   |                 |                 |
| 20 | List of Death           | 4 febbraio 1960   |                 |                 |
| 21 | Solomon                 | 11 febbraio 1960  |                 |                 |
| 22 | An Act of Terror        | 18 febbraio 1960  |                 |                 |
| 23 | An Angry Young Man      | 25 febbraio 1960  |                 |                 |
| 24 | The Mask of Jason       | 3 marzo 1960      |                 |                 |
| 25 | A Nice Little Town      | 10 marzo 1960     |                 |                 |
| 26 | Swinging Long Hair      | 17 marzo 1960     |                 |                 |
| 27 | The Wild Reed           | 24 marzo 1960     |                 |                 |

## The Naked Truth
- Titolo originale: The Naked Truth
- Diretto da: Joseph Pevney
- Scritto da: Dick Berg

### Trama
- Guest star: Ruta Lee (Dee Dee), Robert H. Harris (senatore Bly), Stacy Harris (A. J. Templar), Nick Cravat (Lotsie), Chick Chandler (Phil Kovak), Frank Sully (Night Watchman), Michael Landon (Freddie Tate)

## Murder for Credit
- Titolo originale: Murder for Credit
- Diretto da: John Cassavetes
- Scritto da: Richard Carr e Laurence E. Mascott

### Trama
- Guest star: Charles McGraw (Lester Prince), Marilyn Clark (Rosemary), Martin Landau (Jerry Lindstrom)

## Parents
- Titolo originale: Parents
- Diretto da: Robert B. Sinclair
- Scritto da: Douglas Taylor

### Trama
- Guest star: John Hoyt (Ashton), Vic Perrin (dottore), Shirley Knight (Shirley), Frank Dana (Jerry), Lisa Davis (Claire), Steve Gravers (Curt), Frank London (Shad)

## Shop of the Four Winds
- Titolo originale: Shop of the Four Winds
- Diretto da: Boris Sagal
- Scritto da: Sidney Michaels

### Trama
- Guest star: Robert Kino (Toshio), Bob Okazaki (impiegato), Don Gordon (Casper), Fuji (Tikon), Edo Mita (man), Ralph Ahn (man), Nobu McCarthy (Fumiko)

## The Nature of the Night
- Titolo originale: The Nature of the Night
- Diretto da: Boris Sagal
- Scritto da: Henry Kane e Richard Carr

### Trama
- Guest star: Dean Stockwell (Dave), Vladimir Sokoloff (padre Keeley), J. Pat O'Malley (sergente Bacas)

## Viva, Paco!
- Titolo originale: Viva, Paco!
- Diretto da: James Hogan
- Scritto da: Gerald Orsini

### Trama
- Guest star: Val Avery (Corky Lewis), Míriam Colón (Marianna Vidella), Jimmy Murphy (Paco Vidella)

## Evil
- Titolo originale: Evil
- Diretto da: John Cassavetes
- Scritto da: Richard Carr

### Trama
- Guest star: Robert Carricart (Barney), Elisha Cook, Jr. (Conrad), Lloyd Corrigan (Brother Thomas), Elizabeth Patterson (Beatrice), Helen Dietrich (Pianist), Henry Whisner (barista), Charles P. Thompson (vecchio), Alexander Scourby (Brother Max)

## Murder in Hi-fi
- Titolo originale: Murder in Hi-fi
- Diretto da: Bernard Girard
- Scritto da: Hal Biller e Austin Kalish

### Trama
- Guest star: Dick Crockett (Sandblaster), Jean Harvey (Cleaning lady), Robert Carricart (Sharvi), Ed Prentiss (Joe Radick), Donald P. Journeaux (Butler), Susan Oliver (Barbara Ames)

## Fly, Baby, Fly
- Titolo originale: Fly, Baby, Fly
- Diretto da: Robert B. Sinclair
- Scritto da: Philip Goodman

### Trama
- Guest star: Gena Rowlands (Nina Fletcher), Dort Clark (Guy Fletcher), Nesdon Booth (Jones), Howard Freeman (Morse), Ingrid Goude (ragazza), Jan Brooks (hostess), Mike Steele (pilota)

## Tempted
- Titolo originale: Tempted
- Diretto da: Robert B. Sinclair
- Scritto da: Richard Carr e Francis Cockrell

### Trama
- Guest star: Lionel Decker (man), Martyn Green (man), Fred Beir (Harry Fulton), Murray Alper (poliziotto), Elizabeth Montgomery (Faye Lynn)

## The Poet's Touch
- Titolo originale: The Poet's Touch
- Diretto da: Robert Parrish
- Scritto da: Hollis Alpert e Robert Hector

### Trama
- Guest star: Sylvia Lewis (Robin), Mike Kellin (Scott Fenwick), Steven Marlo (Joe), Garry Walberg (sergente Sullivan), Lelia Goldoni (Heloise), Ken Walken (Dick Potter), Nick Dennis (Turk)

## A Piece of Paradise
- Titolo originale: A Piece of Paradise
- Diretto da: John Cassavetes
- Scritto da: Robert L. Jacks

### Trama
- Guest star: Jan Harrison (Gracie), Sid Raymond (Fiandella), Walter Burke (Stash McGill), Midge Ware (Laverne), Pamela Searle (girl), Wally Brown (tenente Sam Baker), Bert Freed (sergente Joe Gillan)

## The Return
- Titolo originale: The Return
- Diretto da: James Hogan
- Scritto da: James Landis

### Trama
- Guest star: Garry Walberg (sergente Sullivan), Ben Hammer (dottore), Virginia Vincent (Jeannie Dasko), Tom Reese (Veale), Irene James (Dolly), Robert Gibbons (agente di polizia in ufficio), Perry Ivins (Sam), Tom Allen (Eddie Dasko)

## The Unwise Men
- Titolo originale: The Unwise Men
- Diretto da: Robert B. Sinclair
- Scritto da: Shirl Hendryx

### Trama
- Guest star: Terry Frost (detective), Vincent Barbi (Buzz), Marge Redmond (Marge), Bernard Fein (Ramsey), Walter Maslow (Carl), Marc Lawrence (Vic), Jack Weston (Tom)

## Collector's Item
- Titolo originale: Collector's Item
- Diretto da: John Brahm
- Scritto da: Stanford Whitmore e Richard Carr

### Trama
- Guest star: Rupert Crosse (Red Top), Linne Ahlstrand (Anona), Ann Henry (Hannah Green), Juano Hernández (Romeo Jefferson), Frank London (Shad)

## Man in the Pit
- Titolo originale: Man in the Pit
- Diretto da: Sidney Lanfield
- Scritto da: Jameson Brewer

### Trama
- Guest star: Nita Talbot (Nacissa), Norman Fell (Bill Lentz), Bill Green (Shank Milken), Linda Watkins (Vivian Burke), Buzz Martin (David)

## The Only Witness
- Titolo originale: The Only Witness
- Diretto da: Robert B. Sinclair
- Scritto da: Robert L. Jacks

### Trama
- Guest star: Don Ross (Intern), Patrick Westwood (Barney Buford), Geraldine Brooks (Karen Buford), Garry Walberg (sergente Sullivan), Jane Burgess (Hatcheck girl), Elaine Davis (ragazza), Nancy Valentine (Sugar), Jesslyn Fax (Clara), Yale Wexler (Ralph), Frank London (Shad)

## Night of Jeopardy
- Titolo originale: Night of Jeopardy
- Diretto da: John Cassavetes
- Scritto da: Everett Chambers e Richard Carr

### Trama
- Guest star: Morris Buchanan (Bobo), Jimmy Joyce (sergente Thomas), Frank DeKova (Eddie Wainwright), William S. Forester (Martin), Mario Gallo (Dave Roman), Burt Conroy (Mr. Big), Frank London (Shad)

## Double Feature
- Titolo originale: Double Feature
- Diretto da: Richard Whorf
- Scritto da: Shimon Wincelberg

### Trama
- Guest star: Bert Freed (sergente Joe Gillan), Garry Walberg (sergente Sullivan), Martin Mason (Rumley), John Marley (Oliver Keeley), Connie Davis (Lila), Bernard Kates (Maurice), Frank London (Shad)

## List of Death
- Titolo originale: List of Death
- Diretto da: Richard Whorf
- Scritto da: Michael Fessier

### Trama
- Guest star: Wally Brown (tenente Sam Baker), Herman Rudin (Quinn), Lewis Charles (Bart Bartolini), Maxine Stuart (Velma Dean), Elvira Curci (Mrs. Alieoto), Monica Lewis (Millie Collins), Charles Seel (Willie), Paul Stewart (Joe Alieoto)

## Solomon
- Titolo originale: Solomon
- Diretto da: John Cassavetes
- Scritto da: Stanford Whitmore

### Trama
- Guest star: Cloris Leachman (Jessica Winthrop), Elisha Cook, Jr. (Solomon Bradshaw), Ann Staunton (Matron)

## An Act of Terror
- Titolo originale: An Act of Terror
- Diretto da: John Brahm
- Scritto da: Richard Carr e Bernard C. Schoenfeld

### Trama
- Guest star: Charles P. Thompson (impiegato), Joan Chambers (Janice), Ted de Corsia (Al Donovan), Maurice McEndree (Thad Clinton)

## An Angry Young Man
- Titolo originale: An Angry Young Man
- Diretto da: Richard Whorf
- Soggetto di: Marian Cockrell

### Trama
- Guest star: Arthur Batanides (Louis Socorro), Sig Ruman (Otto Humboldt), Walter Maslow (ufficiale McShane), Warren Berlinger (Carl Humboldt), Edit Angold (Lili Humboldt), Robert Gibbons (agente di polizia in ufficio)

## The Mask of Jason
- Titolo originale: The Mask of Jason
- Diretto da: Paul Henreid
- Scritto da: Robert L. Jacks

### Trama
- Guest star: Harry Tyler (portiere), Roberta Haynes (Betty Bryn), Bert Remsen (Jason Eldredge), Vito Scotti (Carlos), Phyllis Coghlan (Mrs. Stone), Mary Tyler Moore (Bonny Howard)

## A Nice Little Town
- Titolo originale: A Nice Little Town
- Diretto da: Paul Henreid
- Scritto da: Stanford Whitmore

### Trama
- Guest star: Jason Wingreen (agente di polizia in ufficio), Joseph Sargent (Hollis), Rayford Barnes (Ray), Christine White (Royal), Glenn Cannon (Purvis), Steve Gravers (Bundy), John Eldredge (John Farragut)

## Swinging Long Hair
- Titolo originale: Swinging Long Hair
- Diretto da: Jeffrey Hayden
- Scritto da: Sam Gilman

### Trama
- Guest star: Celia Lovsky (Mina Kaye), George Voskovec (Stanley Kaye), Alfred Hopson (Strange man), Joe Abdullah (uomo), Darcy Hinton (bambina)

## The Wild Reed
- Titolo originale: The Wild Reed
- Diretto da: Boris Sagal
- Scritto da: Richard Carr

### Trama
- Guest star: Olive Deering (Sally), Harry Guardino (Frankie Aspen), J. Pat O'Malley (sergente Bacas), Joseph Sargent (Mike), Barbara Dodd (infermiera), Len Lesser (Junkie), Gary Remsen (Jimmy)